# Steve Morse
Steve J. Morse (Hamilton, Ohio, 28 de julio de 1954) es un guitarrista estadounidense. En 1994 se unió a la legendaria banda británica de hard rock Deep Purple, en la cual asumió el papel de guitarrista principal hasta su salida en 2022. Antes de unirse a dicho grupo, estuvo en Dixie Dregs y también tuvo una notable carrera como solista.

## Carrera
Después de haber pasado por Dixie Dregs y Kansas se unió a Dave LaRue, (bajo) y Van Romaine (baterista) para formar su propia banda: La Steve Morse Band.
Aunque ha seguido siendo el guitarrista de Deep Purple hasta 2022, también participa en Living Loud junto con antiguos músicos de Ozzy Osbourne y que se dedican a hacer versiones de este, aparte de temas propios.
El estilo Morse pasa por el Hard rock, heavy metal y el Jazz fusion y, por supuesto, está dentro del círculo de los guitarristas virtuosos llamados shredders.
Llegó a Deep Purple durante la gira de su 25 Aniversario y recomendado por el mismísimo Joe Satriani luego de que este último solo estuviera unos meses reemplazando al mítico guitarrista de los Purple: Ritchie Blackmore.
Durante el 2012 ha estado de gira compartiendo escenario en Sudamérica con Joe Satriani y John Petrucci en G3. Quien también en el mismo año se une junto a Mike Portnoy para formar la banda Flying Colors

## Discografía
Steve Morse ha editado en solitario (o con la Steve Morse Band) los siguientes discos (en estudio):
- The Introduction (1984)
- Stand Up (1985)
- High Tension Wires (1989)
- The Southern Steel (1991)
- Coast To Coast (1992)
- Structural Damage (1995)
- Stressfest (1996)
- Major Impacts (2000)
- Split Decision (2002)
- Major Impacts 2 (2004)
- Prime Cuts (2005)
- Out Standing In Their Field (2009)
- Prime Cuts, Volume 2 (2009)

Además de otras muchas colaboraciones ha participado como integrante en las siguientes grabaciones de los grupos:

### Equipo
Morse utiliza guitarras signature de la compañía Music Man teniendo varias versiones de ellas, unas con cuatro pastillas, otras con tres, unas con puente fijo y otras con puente bajo licencia Floyd Rose.
En todos sus modelos las pastillas son de la firma norteamericana Di Marzio donde también tiene sus propios modelos signature.
Los amplificadores son cabezales Engl Steve Morse Signature de 100W y 3 pantallas Engl con altavoces Celestion Vintage 30 ingleses.
En cuanto a los efectos utiliza delays Electro Harmonix Memory Man y pedales de volumen Ernie Ball.

### Con Dixie Dregs
- The Great Spectacular (1975)
- Free Fall (1977)
- What If (1978)
- Night Of The Living Dregs (1979)
- Dregs Of The Earth (1980)
- Unsung Heroes (1981)
- Industry Standard (1982)
- Full Circle (1994)

### Con Kansas
- Power (1986)
- In The Spirit Of Things (1988)

### Con Deep Purple
- Purpendicular (1996)
- Abandon (1998)
- Bananas (2003)
- Rapture of the Deep (2005)
- Now What?! (2013)
- Infinite (2017)
- Whoosh! (2020)

### Con Living Loud
- Living Loud (2004)

### Con Flying Colors
- Flying Colors (2012)
- Second Nature (2014)
- Third Degree (2019)